# 波佐間泰平
波佐間 泰平（はざま たいへい、1997年4月8日 - ）は、日本の男子バレーボール選手である。

## 来歴
石川県金沢市出身。親と兄の影響で小学2年生からバレーボールを始める。
石川県立工業高等学校、富山大学を経て、2019/20シーズン、V.LEAGUE DIVISION1 MEN（V1男子）に所属するVC長野トライデンツの内定選手となった。内定選手としてV1の試合に出場し、Vリーグデビューを果たした。
2020年、大学卒業後に、VC長野トライデンツに入団した。
2025年4月、2024-25シーズン限りでの契約満了が発表された。5月21日に自由交渉選手として公示。

## 人物
- VC長野ではタカノ株式会社にアスリート社員として所属していた[5]。

## 所属チーム
- 石川県立工業高等学校（2013-2016年）
- 富山大学（2016-2020年）
- VC長野トライデンツ（2020-2025年）